# Tuta
Tuta es un municipio colombiano del departamento de Boyacá, situado en el centro-oriente de Colombia, en la región del Alto Chicamocha, en la Provincia del Centro. Está ubicado a unos 26 km de la ciudad de Tunja. En los inicios del poblamiento español del territorio llevó el nombre de "Pueblo de los Aposentos de la Concepción y Santa Bárbara de Tuta"; por este motivo se le ha conocido como "Aposentos Tuta".   
El municipio limita por el norte con Sotaquirá y Paipa, al occidente con Cómbita, al sur con Toca, Chivatá y Oicatá, al oriente con Firavitoba y Pesca.

## Toponimia
El topónimo Tuta, en muysc cubun (idioma muisca), significa «Propiedad del Sol», «Hijo del Sol» o «Labranza Prestada».

## Historia

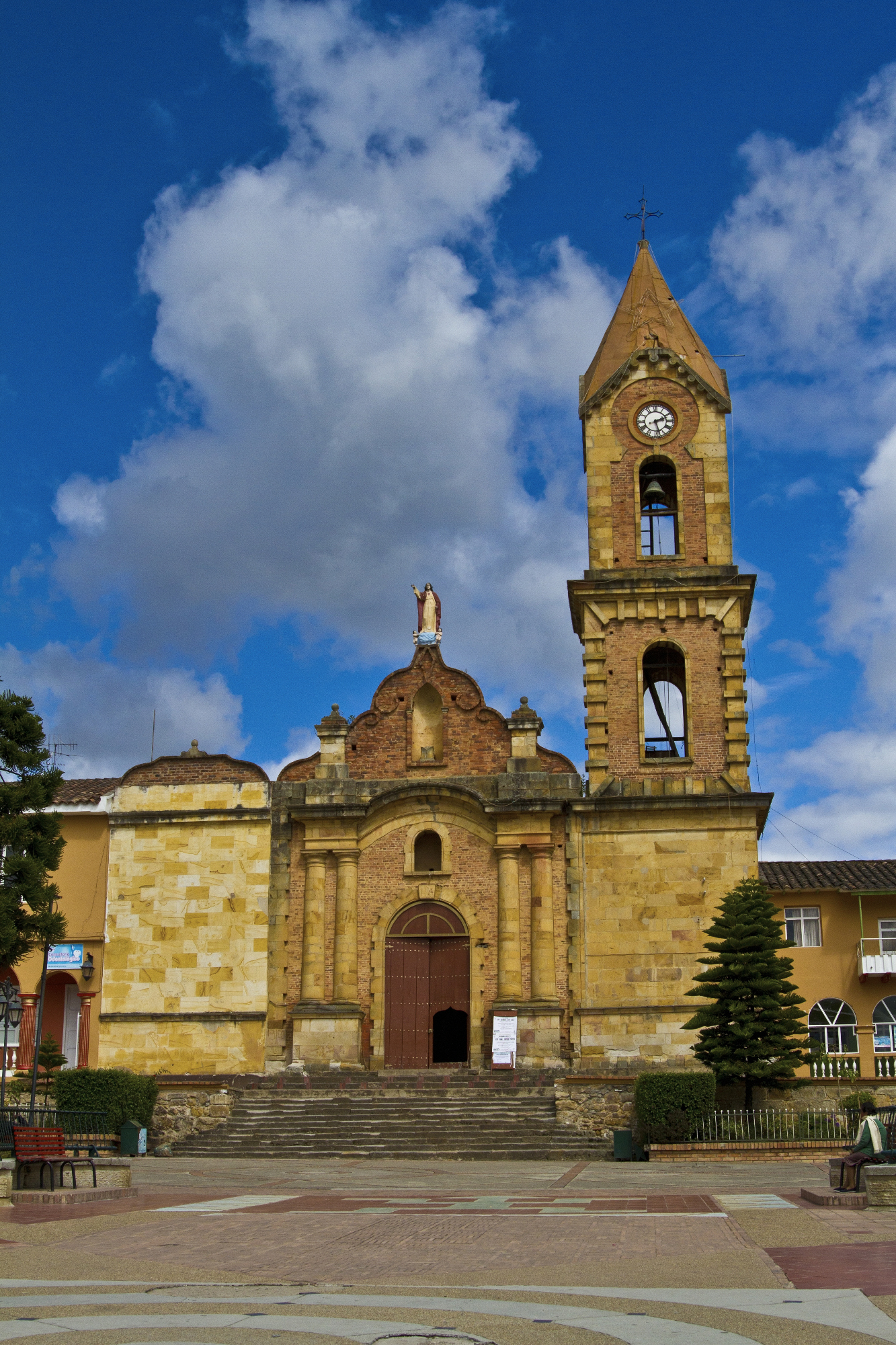
Capilla Doctrinera de Tuta.

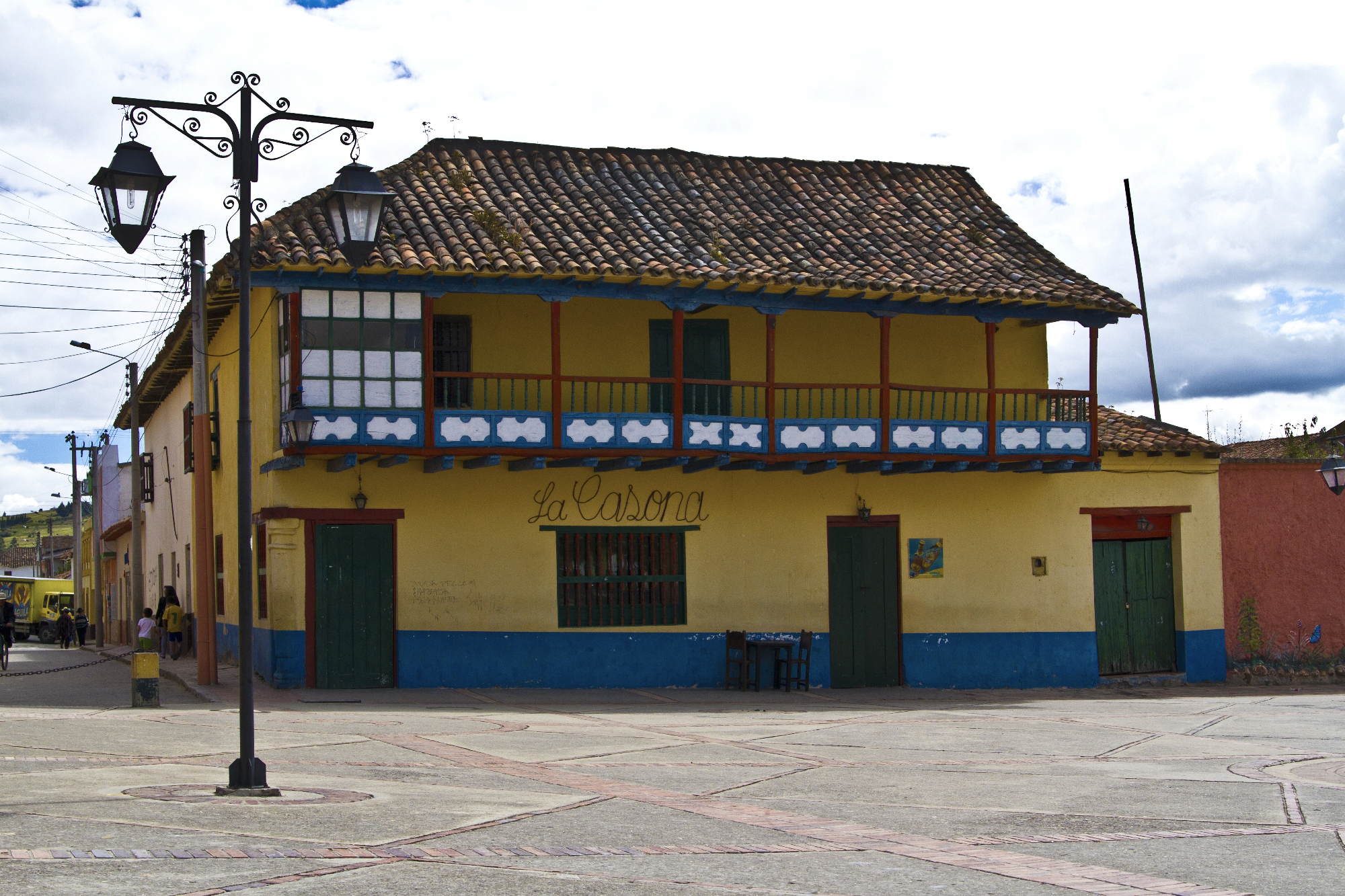
Casa colonial en la plaza fundacional de Tuta.

En la época precolombina, el territorio del actual municipio de Tuta estuvo habitado por los indígenas tutas, de la Confederación Muisca, tributarios del Zaque de Hunza; su primer cacique fue Tutasúa, hermano de Tomagata. En 1556 arribaron los padres Dominicos, primeros evangelizadores de Tuta. El primer encomendero fue Miguel Sánchez, uno de los soldados que participó en la destrucción del Templo del Sol de Sogamoso. El segundo encomendero fue Juan de Avendaño. Durante buena parte del siglo XVIII, Tuta perteneció a la administración de Oicatá y Cómbita. En 1776, el Arzobispo de Santafé de Bogotá, doctor don Agustín de Alvarado y Castillo, expidió un Decreto de fundación de nuevas parroquias allí donde los pueblos lo solicitasen, con lo que el caserío de Tuta fue elevado a la categoría de parroquia, hecho que se oficializó el 23 de marzo de 1777. El 23 de diciembre de 1783 el corregidor de justicia mayor de Tunja nombró como alcalde pedáneo a don Jerónimo Escobar. El 2 de enero de 1794 Tuta fue anexado a la administración del Valle de Sotaquirá, bajo la dependencia del alcalde de Paipa. En los años 1800 Tuta y Sotaquirá tuvieron un mismo alcalde, hasta que en 1816 logró su independencia, siendo el señor Pedro Fonseca su primer alcalde.

## Economía
La economía del municipio se basa en la agricultura y la agroindustria. Entre los productos agrícolas se destacan la papa, la cebolla cabezona, el maíz, las Fresa, así como diversas hortalizas. En cuanto al ganado se cría principalmente el vacuno y el ovino.

## Tutenses ilustres
Tuta ha tenido grandes personalidades en su historia. Don Andrés Gallo y Doña Juana Velasco apoyaron de manera decidida la campaña libertadora liderada por Simón Bolívar. En 1791 nació en Tuta uno de sus hijos, Andrés María Gallo y Velasco, quien llegó a ser sacerdote y dejó una relación sobre los días antecedentes a la Batalla de Boyacá mientras era cura de Ramiriquí. Otro ilustre hijo de Tuta es Monseñor Marcos Dionisio Sánchez Lozano, "El Padrinito", nacido el 9 de mayo de 1887, quien fundó el Seminario Apostólico de Orientación Vocacional de Tuta, donde se formaron más de 100 sacerdotes y hasta la actualidad, cinco obispos han despertado su deseo vocacional en este recinto. Actualmente es Siervo de Dios, y su proceso de canonización, propuesto por Monseñor José Trinidad García Duitama, "el Padre Trinito", se encuentra en Roma; los habitantes del municipio, están a la expectativa, pues sería el segundo hijo de la población en ese proceso.
Otro personaje importante en el municipio de Tuta fue Monseñor Efraín Wittingham Jiménez, discípulo de "El Padrinito" y quien, aunque no era de Tuta, influyó considerablemente en el municipio. Monseñor Efraín fue el rector del Seminario Apostólico de Orientación Vocacional de Tuta. Fue además director del coro de niños cantores, el cual tiene una historia de más de 20 años. Monseñor compuso la música del himno del municipio De Tuta.
Dentro de sus obras más destacadas se encuentra la composición de la música para el común de la misa del Sínodo del año 2004 y ha sido reconocido a nivel nacional por sus canciones de acompañamiento en la Santa Eucaristía.
Otro de los personajes importantes en el municipio es el maestro Raúl Sánchez Niño, reconocido por canciones como "El pañolón" o "El tutanito".

## Ciclistas oriundos de Tuta
- Juan Diego Alba
- Diego Andrés Camargo
- Flober Peña
- Miguel Samacá
- Miguel Sanabria

## Servicios públicos
- Energía Eléctrica: Empresa de Energía de Boyacá (EBSA), es la empresa prestadora del servicio de energía eléctrica.
- Gas Natural: Vanti es la empresa distribuidora y comercializadora de gas natural en el municipio.